# Hixkaryana
La langue hixkaryana est l'une des  langues caribes, parlée par à peine plus de 500 personnes le long de la rivière Nhamundá, un affluent de l'Amazone, au Brésil.
Elle est remarquable par le fait que c'est l'une des rares langues naturelles connues qui utilisent une structure de phrase Objet-Verbe-Sujet (OVS). Elle a probablement été la première langue de ce type à être décrite (par le linguiste Desmond C. Derbyshire), et les autres langues susceptibles de suivre le même modèle sont encore très mal connues.
Il s'agit probablement  d'une autre langue caribe, le panaré ou, mieux l'e'ñepa, de l'Orénoque (Venezuela), qui fut le premier contre-exemple attestant sans ambiguïté que l'ordre OVS existe bel et bien dans les langues du monde.

## Syntaxe
Dans la langue hixkaryana, et au contraire des compléments directs, les compléments d'objet indirect suivent le sujet, et l'ordre des mots dans les propositions imbriquées est de type SOV. Comme la plupart des autres langues où les objets précèdent le verbe, elle utilise des postpositions.
Voici un exemple de phrase hixkaryana :
- Toto     yonoye     kamara
- homme    mangea     jaguar
- (Le jaguar a mangé l'homme)

L'ordre des mots est crucial à la compréhension en hixkaryana, car ils ne varient pas quel que soit leur rôle, sujet ou objet, dans la phrase.

## Grammaire
Exemple de phrase
| toto                         | yonoye | yonoye | yonoye            | kamara |
| toto                         | y-     | ono    | -ye               | kamara |
| homme/personne               | 3SG-   | manger | -DIST.PASSE.COMPL | jaguar |
| "Le jaguar a mangé l'homme." |        |        |                   |        |

Les compléments d'objets indirects suivent toutefois le sujet :
| bɨryekomo                                             | yotahahono | yotahahono | yotahahono | yotahahono | wosɨ  | tɨnyo    | wya      |
| bɨryekomo                                             | y-         | otaha      | -ho        | -no        | wosɨ  | tɨnyo    | wya      |
| garçon                                                | 3SG-       | frapper    | -CAUSE     | -IMM.PASSE | femme | son-mari | par/avec |
| "La femme a demandé à son mari de frapper le garçon." |            |            |            |            |       |          |          |

En hixkaryana, les éléments sont indexés au verbe au moyen de préfixes personnels. Ceux-ci sont toujours dans l'ordre 2e > 1re > 3e personne. Si l'objet d'un verbe transitif ne peut respecter cet ordre imposé, le préfixe o- est utilisé.
| A-prefixes | A-prefixes | O-prefixes | O-prefixes  |
| 1A         | /ɨ-        | 1O         | r(o)        |
| 2A         | m(ɨ)-      | 2O         | o(j)-/a(j)- |
| 1+2A       | t(ɨ)-      | 1+2O       | k(ɨ)-       |
| 3A         | n(ɨ)-/j-   |            |             |

Les verbes intransitifs utilisent les mêmes préfixes que les verbes transitifs (ou presque). Il existe d'autres éléments concernant le temps, l'aspect, le mode et le nombre.  
Dans la plupart des cas, les préfixes personnels déterminent qui est le sujet et qui est l'objet. Quand le sujet ET l'objet sont tous les deux de la 3e personne, le préfixe est alors inadéquat pour préciser qui est qui. Dans cette situation, l'ordre des mots est crucial pour déterminer leurs identités. La phrase 'toto yonoye kamara' ne peut être lue dans l'ordre SVO] (l'homme a mangé le jaguar), mais elle doit se lire en OVS (le jaguar a mangé l'homme).

## Quelques mots en hixkaryana
| Mot             | Traduction  | Prononciation |
| --------------- | ----------- | ------------- |
| homme (mâle)    | kɨrɨ        |               |
| femme (femelle) | wosɨ        |               |
| personne        | toto        |               |
| qui?            | onokɨ       |               |
| quoi?           | etenɨ       |               |
| terre           | yukryeka    |               |
| soleil          | kamɨmɨ      |               |
| lune            | nuno        |               |
| étoile          | xeryko      |               |
| eau             | tuna        | tu:næ         |
| poisson         | kana        | kæ:næ         |
| viande (gibier) | woto        | wɔ:tɔ         |
| froid           | tɨtxenotnye |               |
| chaud           | takyunye    |               |
| 1               | towenyxa    |               |
| 2               | asako       |               |